# Taraski
Taraski (Tarasco, Purépecha), indijanski narod nastanjen na visokom vulkanskom platou, na sjeveru meksičke države Michoacán. O staroj povijesti Taraska nije mnogo poznato. Njihov jezik nesrodan je svim ostalim (porodica Tarascan), a u vrijeme španjolskog dolaska imali su visokorazvijenu civilizaciju. Ratoborni Asteci zemlju taraskih ratnika nisu nikada osvojili, a i Španjolci su imali poteškoća s njihovim podjarmljivanjem. Glavni grad Tzintzuntzán /Mjesto kolibrića/, nalazio se na obali jezera Pátzcuara. 
Premda su slabo izučavani, postoje njihovi brojni artefakti i kolonijalni izvještaji ukazuju na njihovu superiornost nad mnogim grupama. Taraski su bili vješti u radu s perjem (mozaici), školjkama, kamenu, metalu i drvetu, ali dosta inferiorniji u arhitekturi.
Taraski nemaju posebne plemenske organizacije. Agrikultura je dominantna, uzgoj kukuruza i čili-papričica, i drugog bilja, a uzgajaju i mnoge domaće životinje: kokoši, volove, ovca, svinja, pčele, magarce i purane. Mnogi Taraski danas odlaze u SAD kao braceros /dnevni nadničari/, a od njihovih nekih 120 zajednica, iz svake barem jedna osoba danas živi u SAD. U Meksiku su naseljeni u 22 općine (municipalites): Coeneo, Charapan, Cherán, Chilchota, Erongarícuaro, Los Reyes, Nahuatzen, Nuevo Parangaricutiro, Paracho, Pátzcuaro, Periban, Quiroga, Tancítaro, Tangamandapio, Tangancícuaro, Tingambato, Tinguindín, Tocumbo, Tzintzuntzan, Uruapan, Zacapu i Ziracuaretiro.

## Vanjske poveznice
- Purepechas of the Purepecha Plateau